# مرگ کارگر
مرگ کارگر (انگلیسی: Workingman's Death) یک فیلم مستند به کارگردانی میشائل گلاووگر است که در سال ۲۰۰۵ منتشر شد و نخستین بار در جشنواره فیلم ونیز به‌نمایش درآمد.
فیلم برندهٔ جوایزی همچون جایزه فیلم آلمان (بهترین مستند)، جشنواره بین‌المللی فیلم خیخون (جایزهٔ ویژه داوران)، جشنواره فیلم لندن (جایزهٔ گریرسون) و جشنواره بین‌المللی فیلم زردآلوی طلایی ایروان (بهترین مستند) شد.